# 宋偓
宋偓（926年—989年），本名延渥，字从水，河南府洛阳县（今河南省洛阳市）人。五代十国到北宋初年将领。后唐庄宗李存勖外孙，后汉高祖刘知远之婿。其生母为后唐义宁公主。
后晋天福二年（937年），宋延渥十一岁时，父宋廷浩战死，继补殿直。后汉乾祐初年，拜右金吾卫大将军，驸马都尉，娶刘知远之女永宁公主。复授昭武军节度使，移镇滑州。郭威起兵，他率所部投靠郭威。后周广顺元年（951年），周太祖郭威授他为左监门卫上将军。周世宗时，从征淮南，任右伸武统军，行营右厢都排阵使，复领战舰数百，大破南唐舟师。周恭帝嗣位，加开府仪同三司。宋朝建立，宋太祖赵匡胤加封他为检校太师，从太祖征扬州，为行营排阵使，在平定李重进扬州叛乱中，以训练水军有方，改任保信军节度使。开宝年间，封邢国公，宋太祖孝章皇后宋氏即宋偓之长女。宋太宗太平兴国初年，加同平章事，从征北汉太原、辽国幽州，宋太宗命他知沧州。太平兴国九年（984年），为右卫上将军。后来知同州，死后赠侍中，谥号庄惠。

## 延伸阅读
[在维基数据编辑]
 《宋史/卷255》，出自脱脱《宋史》